# Stefan Frey (Theaterwissenschaftler)
Stefan Victor Peter Frey (* 24. Juli 1962 in Heilbronn) ist ein deutscher Theaterwissenschaftler, Regisseur und Autor.

## Leben
Frey studierte von 1984 bis 1989 Theaterwissenschaft, Neuere deutsche Literaturwissenschaft und Kunstgeschichte an der Ludwig-Maximilians-Universität München. Mit einer Arbeit über Franz Lehár bei Dieter Borchmeyer wurde er 1993 in Heidelberg promoviert.
Während des Studiums war er an einigen Projekten der Studiobühne der Universität München, u. a. mit Veronica Ferres, tätig. Er arbeitete an verschiedenen Theatern (Deutsches Schauspielhaus Hamburg, Landestheater Tübingen), u. a. als Operettenregisseur (Inszenierung von Lehárs Paganini), auch mit prominenten Schauspielern, etwa Sunnyi Melles. Von 2004 bis 2006 war Frey dann als wissenschaftlicher Angestellter Leiter der Studiobühne. Neben Bühnenpraktika, u. a. die Inszenierung von Ralph Benatzkys Im weißen Rößl, fanden während dieser Monate das studentische Theaterfestival FREISPIEL 2005 und das Filmfestival Studionale 2006 statt.
Stefan Frey ist Gründer und ehemaliger Leiter des Theaters in der Tenne, Maierhöfen (u. a. Auszug aus Ägypten, Winnetous letzte Fahrt); Autor von Zeitungs-, Lexikon- und Programmheftartikeln, Rundfunkfeatures (BR, SWR, DLF, DRB, DRS), Librettist der Operette Die Molratte balzt, in der die Figuren von Johannes Heesters und Marika Rökk auftreten sollen, und populärwissenschaftlicher Biographien. Zudem gehört er dem Beirat der "Stiftung zur Erhaltung und Förderung der Operette an" und arbeitet für die Münchner Volkshochschule.
Stefan Frey lebt und arbeitet freischaffend in München, ist verheiratet und Vater dreier Kinder.

## Publikationen (Auswahl)
- Franz Lehár oder das schlechte Gewissen der leichten Musik. Theatron, Bd. 12. Tübingen 1995
- „Was sagt ihr zu diesem Erfolg“. Franz Lehár und die Unterhaltungsmusik im 20. Jahrhundert. Frankfurt a. M. u. Leipzig 1999
- „Unter Tränen lachen“. Emmerich Kálmán. Eine Operettenbiographie. Berlin 2003
- Stefan Frey  (Mitarbeit: Christine Stemprok, Wolfgang Dosch): Leo Fall. Spöttischer Rebell der Operette. Wien: Edition Steinbauer 2010